# Чурили (Польща)
Чурили (пол. Czuryły) — село в Польщі, у гміні Збучин Седлецького повіту Мазовецького воєводства.
Населення — 177 осіб (2011).
У 1975-1998 роках село належало до Седлецького воєводства.

## Демографія
Демографічна структура станом на 31 березня 2011 року:
|          | Загалом | Допрацездатний вік | Працездатний вік | Постпрацездатний вік |
| -------- | ------- | ------------------ | ---------------- | -------------------- |
| Чоловіки | 84      | 21                 | 56               | 7                    |
| Жінки    | 93      | 21                 | 49               | 23                   |
| Разом    | 177     | 42                 | 105              | 30                   |